# 分布式共享存储处理机
分散式共享記憶體（英語：Distributed shared memory，簡稱）, 也被視為一種分散的全域地址空間 (Distributed Global Address Space), 是屬於電腦科學的一種機制，並可以透過硬體或軟體來進行實際操作。分散式共享記憶體主要使用在叢集電腦中，叢集電腦中的每一個網路結點（node）都有非共享的記憶體空間與共享的記憶體空間。該共享記憶體的位置空間（address space）在所有結點是一致的。簡單說，同一時間下在結點A讀取0x00001234會和結點B讀取0x00001234得到一樣的值。